# كيرا يوشيناكا

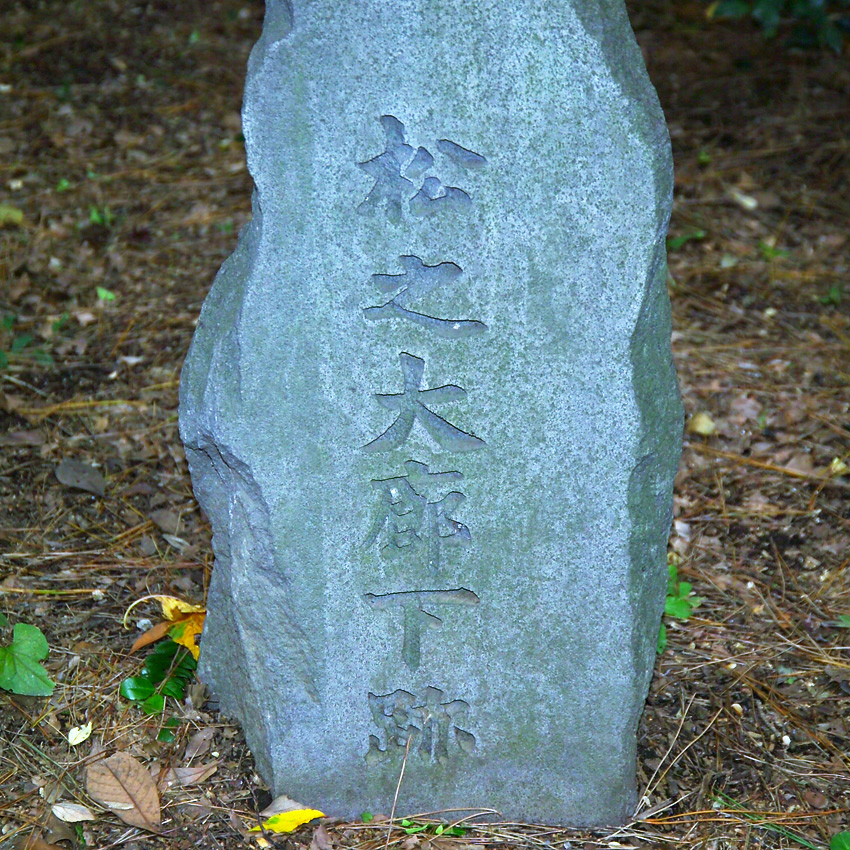
تشير هذه الصخرة على المكان الذي حاول فيه أسانو ناغانوري قتل كيرا يوشيناكا في قلعة إدو.

كيرا يوشيناكا (باليابانية: 吉良義央) (كيرا هو اسم العائلة) (5 أكتوبر 1641 - 30 يناير 1703) كان كوكه (رئيس المراسم) وكان يشتهر على أنه خصم لأسانو ناغانوري في حادثة السبعة وأربعون ساموراي.